# Szentpéterfalva (Szilágy megye)
Szentpéterfalva település Romániában, Szilágy megyében.

## Fekvése
Szilágy megyében, a Meszes-hegység alatt, Ördögkút, Felsőegregy és Szilágybogya között fekvő település.

## Története
Szentpéterfalva nevét az oklevelek csak 1619-ben említették először Szent Peterfalva néven.
1657-ben Szentpeterffalva, 1722-ben Sent Peterfalva néven írták.
Az 1800-as évek végén írták a településről: "Szentpéterfalva a magyaregregyi járáshoz tartozott. Határos vala Kraszna vármegyével. Kis helység. (a dobokavármegyei Szent Peterfalva falu) a Meszes-hegy lábánál elterülő szűk völgyben fekszik".
A település birtoklásának történetéről biztos adatok csak a XVII. század elejétől vannak biztos adatok.
1619-ben Prépostvári Zsigmondé volt, aki Rétsey Pálnak adta azt.
1639-ben Szunyogh (Szuniogh) Gáspár volt Szentpéterfalva birtokosa, akitől Rédei Ferenc szerezte meg.
1657-ben Rédei Ferenc átadta a birtokot Korda Zsigmondnak.
1733-ban 13 oláh család élt itt, 1750-ben 128 görögkatolikus lakosa volt.
1890-ben 507 lakosa volt, melyből 17 magyar, 490 oláh, ebből 3 református, 490 görögkeleti, izraelita 14. A házak száma 114 volt.
A trianoni békeszerződés előtt Szilágy vármegye Zilahi járásához tartozott.

## Nevezetességek
- Görögkeleti temploma fából épült. (Falán egy festmény az erkölcstelenség rettentő példájára a poklot ábrázolja: tűz közepén meztelen nők állnak és az ördögök, kezükben vasvillával.)
- Felső kréta korból származó dinoszaurusz maradványok lelőhelye.